# Joseph Yobo
Joseph Phillip Michael Yobo (Kono, 6 settembre 1980) è un allenatore di calcio ed ex calciatore nigeriano, di ruolo difensore.
Occupa la seconda posizione nella classifica tra i primatisti di presenze con la Nigeria con 101 partite disputate, a pari merito con Vincent Enyeama.

## Biografia
Nel 2010, dopo un breve fidanzamento, ha sposato Adaeze Igwe in una cerimonia tenutasi a mezzanotte a Jos. La coppia ha un figlio, Joey Yobo, nato nell'aprile 2010. È fratello minore di Albert Yobo, calciatore della Nazionale Nigeriana. Nel luglio 2008 suo fratello minore Norum è stato rapito a Port Harcourt a scopo di estorsione. Viene svincolato dopo 12 giorni il 17 luglio 2008. È stato ampiamente riportato dai media che Yobo si è recato per pregare da T. B. Joshua a seguito di un infortunio alla Coppa delle nazioni africane 2010.

### Impegno nel sociale
Nel 2007, Yobo ha creato la Joseph Yobo Charity Foundation, fondazione che aiuta i bambini nigeriani ad andare a scuola, per permettergli una buona istruzione. A partire dal 18 luglio 2007 la fondazione ha distribuito oltre 300 borse di studio che vanno dalla scuola primaria all'università. Ha inoltre fondato una scuola calcio nella regione di Ogoni, in Nigeria. Gestisce anche dei campi da calcio a Lagos.

## Carriera

### Club

#### Standard Liegi, Olympique Marseille e Tenerife
Nato a Kono ma cresciuto a Port Harcourt, è molto amico del calciatore George Abbey, con cui si è consultato al momento di decidere se trasferirsi in Inghilterra. Lascia la Nigeria per trasferirsi allo Standard Liegi nel 1998. Debutta in prima squadra nel 2000, totalizzando 46 presenze. Nel 2001 passa al Marsiglia.
Poco dopo il suo arrivo, viene ceduto in prestito al Tenerife. Tornato dopo 9 mesi al Marsiglia, viene ceduto all'Everton, sempre in prestito, nel luglio 2002. Per il suo prestito venne pagata una tassa di 1 milione di sterline, facendolo così divenire il primo acquisto di David Moyes. Nel 2003 viene esercitata un'opzione per rendere la cessione definitiva e, dopo una disputa tra Yobo e il Marsiglia, l'Everton versa ulteriori 4 milioni di sterline.

#### Everton
Yobo diventa uno dei giocatori chiave dell'Everton diventando uno dei sette giocatori a giocare interamente tutte le partite della Premier League 2006-2007. Nel 2006 si spargono alcune voci in merito a un suo imminente passaggio all'Arsenal visto il ritardo nel rinnovare il suo contratto con l'Everton, il 22 luglio, tuttavia, rinnova il suo contratto con il club di Liverpool fino al 2010. Dal 15 aprile 2007 ha il record di presenze per un giocatore d'oltremare nell'Everton. Il 25 ottobre 2007, nella partita di Coppa UEFA contro il Larissa, viene nominato capitano dell'Everton in seguito all'assenza di Phil Neville, divenendo il primo capitano africano del club. Il 6 maggio 2009 segna il suo primo gol stagionale nella vittoria per 3-1 contro il West Ham. Per la stagione 2009-2010 deve adeguarsi al suo nuovo partner difensivo, Sylvain Distin, dopo la cessione di Joleon Lescott e l'infortunio di Phil Jagielka. Il 29 novembre 2009 segna un autogol nella sconfitta per 2-0 nel derby con il Liverpool. Durante la stagione viene superato nelle gerarchie della difesa da Distin, Jagielka e John Heitinga, venendo così relegato in panchina per la maggior parte della stagione.

#### Fenerbahçe
Il 31 agosto 2010 viene ceduto in prestito per un anno al Fenerbahçe. Totalizza 30 presenze segnando anche 1 gol e vincendo la Süper Lig 2010-2011. Il Fenerbahçe viene tuttavia coinvolto nello scandalo calcioscommesse, che causa la cessione di Diego Lugano. Il 6 settembre 2011 viene nuovamente ceduto in prestito per un anno al Fenerbahçe per 700.000 euro, firmando un contratto di un anno a 2,35 milioni di euro. Il 4 agosto 2012 viene annunciato il suo riscatto a titolo definitivo da parte dello stesso Fenerbahçe per 2.500.000 €, con cui firma un contratto triennale.

#### Norwich
Il 30 gennaio 2014 passa al Norwich City con la formula di prestito.

### Nazionale
Dopo aver debuttato nel 2001, ha giocato con Nazionale Nigeriana le tre partite in Giappone e Corea del Sud valide per i Mondiali 2002, mettendo a segno l'assist dell'unico gol della sua nazione nel torneo. Le sue prestazioni in nazionale hanno assunto numerosi commenti positivi. È stato convocato dalla Nigeria anche per i Mondiali 2010 in Sudafrica, dopo i quali, a seguito del ritiro di Nwankwo Kanu, è diventato capitano della nazionale.
Il 30 giugno 2014, dopo l'eliminazione della Nigeria dai Mondiali per mano della Francia, annuncia il ritiro dalla Nazionale.

## Carriera da allenatore
Il 12 febbraio 2020, Yobo è stato nominato assistente allenatore della nazionale nigeriana dei Super Eagles dalla Nigeria Football Federation dopo un breve incontro tenutosi ad Abuja. È stato nominato assistente allenatore per sostituire Imama Amapakabo.
Yobo ha dichiarato: "Sto riportando quella motivazione. Come ex capitano, sto portando ispirazione. Sono stato lì e ho fatto tutto. Ero un tifoso della squadra prima di diventare assistente allenatore, quindi ho visto dal punto di vista fanatico come si sentono le persone quando guardano la squadra. Noi giocatori, mentre giochiamo, non ci accorgiamo di queste cose, ma dopo il mio ritiro, sono stato commentatore, ho dato la mia opinione su ciò che dovrebbe essere fatto nella squadra." Ha aggiunto inoltre: "Sto portando la mia esperienza. Aver avuto oltre 15 anni di continuità nella mia carriera, penso che sia molto. La cosa positiva è che lo spirito migliorerà. Essendo stato un commentatore e guardando la squadra, penso che possiamo arrivare molto in alto con la qualità che abbiamo".

## Statistiche

### Presenze e reti nei club
Statistiche aggiornate al 5 aprile 2014.
| Stagione          | Squadra           | Campionato        | Campionato | Campionato | Coppe nazionali | Coppe nazionali | Coppe nazionali | Coppe continentali | Coppe continentali | Coppe continentali | Altre coppe | Altre coppe | Altre coppe | Totale | Totale |
| Stagione          | Squadra           | Comp              | Pres       | Reti       | Comp            | Pres            | Reti            | Comp               | Pres               | Reti               | Comp        | Pres        | Reti        | Pres   | Reti   |
| ----------------- | ----------------- | ----------------- | ---------- | ---------- | --------------- | --------------- | --------------- | ------------------ | ------------------ | ------------------ | ----------- | ----------- | ----------- | ------ | ------ |
| 2002-2003         | Everton           | PL                | 24         | 0          | FACup+CdL       | 0+2             | 0               | -                  | -                  | -                  | -           | -           | -           | 26     | 0      |
| 2003-2004         | Everton           | PL                | 28         | 2          | FACup+CdL       | 1+2             | 0               | -                  | -                  | -                  | -           | -           | -           | 31     | 2      |
| 2004-2005         | Everton           | PL                | 27         | 0          | FACup+CdL       | 3+3             | 0               | -                  | -                  | -                  | -           | -           | -           | 33     | 0      |
| 2005-2006         | Everton           | PL                | 29         | 1          | FACup+CdL       | 0+1             | 0               | UCL+CU             | 2+2                | 0+1                | -           | -           | -           | 34     | 2      |
| 2006-2007         | Everton           | PL                | 38         | 2          | FACup+CdL       | 1+1             | 0               | -                  | -                  | -                  | -           | -           | -           | 40     | 2      |
| 2007-2008         | Everton           | PL                | 30         | 1          | FACup+CdL       | 0+2             | 0               | CU                 | 7                  | 0                  | -           | -           | -           | 39     | 1      |
| 2008-2009         | Everton           | PL                | 27         | 1          | FACup+CdL       | 3+1             | 0               | CU                 | 2                  | 0                  | -           | -           | -           | 33     | 1      |
| 2009-2010         | Everton           | PL                | 17         | 1          | FACup+CdL       | 0               | 0               | UEL                | 6                  | 1                  | -           | -           | -           | 23     | 2      |
| Totale Everton    | Totale Everton    | Totale Everton    | 220        | 8          |                 | 20              | 0               |                    | 19                 | 2                  |             | -           | -           | 259    | 10     |
| 2010-2011         | Fenerbahçe        | SL                | 30         | 1          | TK              | 3               | 0               | UCL+UEL            | -                  | -                  | -           | -           | -           | 33     | 1      |
| 2011-2012         | Fenerbahçe        | SL                | 33+6       | 1          | TK              | 3               | 0               | -                  | -                  | -                  | -           | -           | -           | 42     | 1      |
| 2012-2013         | Fenerbahçe        | SL                | 20         | 0          | TK              | 2               | 0               | UCL+UEL            | 2+10               | 0                  | ST          | 0           | 0           | 34     | 0      |
| 2013-gen. 2014    | Fenerbahçe        | SL                | 1          | 1          | TK              | 1               | 0               | UCL                | 3                  | 0                  | ST          | 0           | 0           | 5      | 1      |
| Totale Fenerbahçe | Totale Fenerbahçe | Totale Fenerbahçe | 84+6       | 3          |                 | 9               | 0               |                    | 15                 | 0                  |             | 0           | 0           | 114    | 3      |
| gen.-giu. 2014    | Norwich City      | PL                | 8          | 0          | FACup+CdL       | -               | -               | -                  | -                  | -                  | -           | -           | -           | 8      | 0      |
| Totale carriera   | Totale carriera   | Totale carriera   | 312+6      | 11         |                 | 29              | 0               |                    | 34                 | 2                  |             | 0           | 0           | 381    | 13     |

### Cronologia presenze e reti in Nazionale
| Cronologia completa delle presenze e delle reti in nazionale ― Nigeria | Cronologia completa delle presenze e delle reti in nazionale ― Nigeria | Cronologia completa delle presenze e delle reti in nazionale ― Nigeria | Cronologia completa delle presenze e delle reti in nazionale ― Nigeria | Cronologia completa delle presenze e delle reti in nazionale ― Nigeria | Cronologia completa delle presenze e delle reti in nazionale ― Nigeria | Cronologia completa delle presenze e delle reti in nazionale ― Nigeria | Cronologia completa delle presenze e delle reti in nazionale ― Nigeria |
| Data                                                                   | Città                                                                  | In casa                                                                | Risultato                                                              | Ospiti                                                                 | Competizione                                                           | Reti                                                                   | Note                                                                   |
| ---------------------------------------------------------------------- | ---------------------------------------------------------------------- | ---------------------------------------------------------------------- | ---------------------------------------------------------------------- | ---------------------------------------------------------------------- | ---------------------------------------------------------------------- | ---------------------------------------------------------------------- | ---------------------------------------------------------------------- |
| 24-3-2001                                                              | Chingola                                                               | Zambia                                                                 | 1 – 1                                                                  | Nigeria                                                                | Qual. Coppa d'Africa 2002                                              | -                                                                      |                                                                        |
| 21-4-2001                                                              | Freetown                                                               | Sierra Leone                                                           | 1 – 0                                                                  | Nigeria                                                                | Qual. Mondiali 2002                                                    | -                                                                      |                                                                        |
| 5-5-2001                                                               | Port Harcourt                                                          | Nigeria                                                                | 2 – 0                                                                  | Liberia                                                                | Qual. Mondiali 2002                                                    | -                                                                      |                                                                        |
| 2-6-2001                                                               | Benin City                                                             | Nigeria                                                                | 1 – 0                                                                  | Madagascar                                                             | Qual. Coppa d'Africa 2002                                              | -                                                                      |                                                                        |
| 16-6-2001                                                              | Windhoek                                                               | Namibia                                                                | 0 – 2                                                                  | Nigeria                                                                | Qual. Coppa d'Africa 2002                                              | -                                                                      |                                                                        |
| 1-7-2001                                                               | Omdurman                                                               | Sudan                                                                  | 0 – 4                                                                  | Nigeria                                                                | Qual. Mondiali 2002                                                    | -                                                                      |                                                                        |
| 29-7-2001                                                              | Abuja                                                                  | Nigeria                                                                | 3 – 0                                                                  | Ghana                                                                  | Qual. Mondiali 2002                                                    | -                                                                      |                                                                        |
| 12-1-2002                                                              | Bouaké                                                                 | Costa d'Avorio                                                         | 1 – 1                                                                  | Nigeria                                                                | Amichevole                                                             | -                                                                      | 44’ 46’                                                                |
| 21-1-2002                                                              | Bamako                                                                 | Nigeria                                                                | 1 – 0                                                                  | Algeria                                                                | Coppa d'Africa 2002 - 1º turno                                         | -                                                                      |                                                                        |
| 24-1-2002                                                              | Bamako                                                                 | Mali                                                                   | 0 – 0                                                                  | Nigeria                                                                | Coppa d'Africa 2002 - 1º turno                                         | -                                                                      |                                                                        |
| 28-1-2002                                                              | Mopti                                                                  | Nigeria                                                                | 1 – 0                                                                  | Liberia                                                                | Coppa d'Africa 2002 - 1º turno                                         | -                                                                      |                                                                        |
| 3-2-2002                                                               | Bamako                                                                 | Ghana                                                                  | 0 – 1                                                                  | Nigeria                                                                | Coppa d'Africa 2002 - Quarti di finale                                 | -                                                                      |                                                                        |
| 7-2-2002                                                               | Bamako                                                                 | Senegal                                                                | 2 – 1 dts                                                              | Nigeria                                                                | Coppa d'Africa 2002 - Semifinale                                       | -                                                                      |                                                                        |
| 9-2-2002                                                               | Mopti                                                                  | Mali                                                                   | 0 – 1                                                                  | Nigeria                                                                | Coppa d'Africa 2002 - Finale 3º posto                                  | -                                                                      | 38’                                                                    |
| 17-4-2002                                                              | Aberdeen                                                               | Scozia                                                                 | 1 – 2                                                                  | Nigeria                                                                | Amichevole                                                             | -                                                                      |                                                                        |
| 16-5-2002                                                              | Dublino                                                                | Irlanda                                                                | 1 – 2                                                                  | Nigeria                                                                | Amichevole                                                             | -                                                                      |                                                                        |
| 2-6-2002                                                               | Kashima                                                                | Nigeria                                                                | 0 – 1                                                                  | Argentina                                                              | Mondiali 2002 - 1º turno                                               | -                                                                      |                                                                        |
| 7-6-2002                                                               | Kobe                                                                   | Svezia                                                                 | 2 – 1                                                                  | Nigeria                                                                | Mondiali 2002 - 1º turno                                               | -                                                                      |                                                                        |
| 12-6-2002                                                              | Osaka                                                                  | Inghilterra                                                            | 0 – 0                                                                  | Nigeria                                                                | Mondiali 2002 - 1º turno                                               | -                                                                      |                                                                        |
| 29-3-2003                                                              | Blantyre                                                               | Malawi                                                                 | 0 – 1                                                                  | Nigeria                                                                | Qual. Coppa d'Africa 2004                                              | -                                                                      |                                                                        |
| 30-5-2003                                                              | Abuja                                                                  | Nigeria                                                                | 3 – 1                                                                  | Ghana                                                                  | Amichevole                                                             | -                                                                      |                                                                        |
| 1-6-2003                                                               | Lagos                                                                  | Nigeria                                                                | 3 – 0 dts                                                              | Camerun                                                                | LG Cup                                                                 | 1                                                                      |                                                                        |
| 26-7-2003                                                              | Watford                                                                | Nigeria                                                                | 1 – 0                                                                  | Venezuela                                                              | Amichevole                                                             | -                                                                      |                                                                        |
| 27-1-2004                                                              | Monastir                                                               | Marocco                                                                | 1 – 0                                                                  | Nigeria                                                                | Coppa d'Africa 2004 - 1º turno                                         | -                                                                      | 7’                                                                     |
| 31-1-2004                                                              | Monastir                                                               | Nigeria                                                                | 4 – 0                                                                  | Sudafrica                                                              | Coppa d'Africa 2004 - 1º turno                                         | 1                                                                      |                                                                        |
| 4-2-2004                                                               | Sfax                                                                   | Nigeria                                                                | 2 – 1                                                                  | Benin                                                                  | Coppa d'Africa 2004 - 1º turno                                         | -                                                                      |                                                                        |
| 8-2-2004                                                               | Monastir                                                               | Camerun                                                                | 1 – 2                                                                  | Nigeria                                                                | Coppa d'Africa 2004 - Quarti di finale                                 | -                                                                      |                                                                        |
| 11-2-2004                                                              | Radès                                                                  | Tunisia                                                                | 1 – 1 dts (4 – 3 dtr)                                                  | Nigeria                                                                | Coppa d'Africa 2004 - Semifinale                                       | -                                                                      |                                                                        |
| 13-2-2004                                                              | Monastir                                                               | Nigeria                                                                | 2 – 1                                                                  | Mali                                                                   | Coppa d'Africa 2004 - Finale 3º posto                                  | -                                                                      | 79’                                                                    |
| 5-6-2004                                                               | Abuja                                                                  | Nigeria                                                                | 2 – 0                                                                  | Ruanda                                                                 | Qual. Mondiali 2006                                                    | -                                                                      |                                                                        |
| 20-6-2004                                                              | Luanda                                                                 | Angola                                                                 | 1 – 0                                                                  | Nigeria                                                                | Qual. Mondiali 2006                                                    | -                                                                      |                                                                        |
| 3-7-2004                                                               | Abuja                                                                  | Nigeria                                                                | 1 – 0                                                                  | Algeria                                                                | Qual. Mondiali 2006                                                    | 1                                                                      |                                                                        |
| 9-10-2004                                                              | Libreville                                                             | Gabon                                                                  | 1 – 1                                                                  | Nigeria                                                                | Qual. Mondiali 2006                                                    | -                                                                      |                                                                        |
| 26-3-2005                                                              | Port Harcourt                                                          | Nigeria                                                                | 2 – 0                                                                  | Gabon                                                                  | Qual. Mondiali 2006                                                    | -                                                                      |                                                                        |
| 5-6-2005                                                               | Kigali                                                                 | Ruanda                                                                 | 1 – 1                                                                  | Nigeria                                                                | Qual. Mondiali 2006                                                    | -                                                                      |                                                                        |
| 18-6-2005                                                              | Kano                                                                   | Nigeria                                                                | 1 – 1                                                                  | Angola                                                                 | Qual. Mondiali 2006                                                    | -                                                                      |                                                                        |
| 17-8-2005                                                              | Tripoli                                                                | Libia                                                                  | 0 – 1                                                                  | Nigeria                                                                | Amichevole                                                             | -                                                                      |                                                                        |
| 4-9-2005                                                               | Orano                                                                  | Algeria                                                                | 2 – 5                                                                  | Nigeria                                                                | Qual. Mondiali 2006                                                    | -                                                                      |                                                                        |
| 8-10-2005                                                              | Abuja                                                                  | Nigeria                                                                | 5 – 1                                                                  | Zimbabwe                                                               | Qual. Mondiali 2006                                                    | -                                                                      |                                                                        |
| 23-1-2006                                                              | Porto Said                                                             | Nigeria                                                                | 1 – 0                                                                  | Ghana                                                                  | Coppa d'Africa 2006 - 1º turno                                         | -                                                                      |                                                                        |
| 27-1-2006                                                              | Porto Said                                                             | Nigeria                                                                | 2 – 0                                                                  | Zimbabwe                                                               | Coppa d'Africa 2006 - 1º turno                                         | -                                                                      |                                                                        |
| 31-1-2006                                                              | Porto Said                                                             | Nigeria                                                                | 2 – 0                                                                  | Senegal                                                                | Coppa d'Africa 2006 - 1º turno                                         | -                                                                      |                                                                        |
| 4-2-2006                                                               | Porto Said                                                             | Nigeria                                                                | 1 – 1 dts (6 – 5 dtr)                                                  | Tunisia                                                                | Coppa d'Africa 2006 - Quarti di finale                                 | -                                                                      | 51’                                                                    |
| 7-2-2006                                                               | Alessandria d'Egitto                                                   | Nigeria                                                                | 0 – 1                                                                  | Costa d'Avorio                                                         | Coppa d'Africa 2006 - Semifinale                                       | -                                                                      |                                                                        |
| 9-2-2006                                                               | Il Cairo                                                               | Senegal                                                                | 0 – 1                                                                  | Nigeria                                                                | Coppa d'Africa 2006 - Finale 3º posto                                  | -                                                                      |                                                                        |
| 2-9-2006                                                               | Abuja                                                                  | Nigeria                                                                | 2 – 0                                                                  | Niger                                                                  | Qual. Coppa d'Africa 2008                                              | -                                                                      |                                                                        |
| 8-10-2006                                                              | Maseru                                                                 | Lesotho                                                                | 0 – 1                                                                  | Nigeria                                                                | Qual. Coppa d'Africa 2008                                              | -                                                                      |                                                                        |
| 6-2-2007                                                               | Londra                                                                 | Ghana                                                                  | 4 – 1                                                                  | Nigeria                                                                | Amichevole                                                             | -                                                                      |                                                                        |
| 24-3-2007                                                              | Abeokuta                                                               | Nigeria                                                                | 1 – 0                                                                  | Uganda                                                                 | Qual. Coppa d'Africa 2008                                              | -                                                                      |                                                                        |
| 2-6-2007                                                               | Kampala                                                                | Uganda                                                                 | 2 – 1                                                                  | Nigeria                                                                | Qual. Coppa d'Africa 2008                                              | -                                                                      |                                                                        |
| 21-1-2008                                                              | Sekondi-Takoradi                                                       | Nigeria                                                                | 0 – 1                                                                  | Costa d'Avorio                                                         | Coppa d'Africa 2008 - 1º turno                                         | -                                                                      |                                                                        |
| 25-1-2008                                                              | Sekondi-Takoradi                                                       | Nigeria                                                                | 0 – 0                                                                  | Mali                                                                   | Coppa d'Africa 2008 - 1º turno                                         | -                                                                      |                                                                        |
| 29-1-2008                                                              | Sekondi-Takoradi                                                       | Nigeria                                                                | 2 – 0                                                                  | Benin                                                                  | Coppa d'Africa 2008 - 1º turno                                         | -                                                                      |                                                                        |
| 3-2-2008                                                               | Accra                                                                  | Ghana                                                                  | 2 – 1                                                                  | Nigeria                                                                | Coppa d'Africa 2008 - Quarti di finale                                 | -                                                                      |                                                                        |
| 27-5-2008                                                              | Graz                                                                   | Austria                                                                | 1 – 1                                                                  | Nigeria                                                                | Amichevole                                                             | -                                                                      |                                                                        |
| 1-6-2008                                                               | Abuja                                                                  | Nigeria                                                                | 2 – 0                                                                  | Sudafrica                                                              | Qual. Mondiali 2010                                                    | -                                                                      |                                                                        |
| 7-6-2008                                                               | Freetown                                                               | Sierra Leone                                                           | 0 – 1                                                                  | Nigeria                                                                | Qual. Mondiali 2010                                                    | 1                                                                      |                                                                        |
| 15-6-2008                                                              | Malabo                                                                 | Guinea Equatoriale                                                     | 0 – 1                                                                  | Nigeria                                                                | Qual. Mondiali 2010                                                    | 1                                                                      |                                                                        |
| 21-6-2008                                                              | Abuja                                                                  | Nigeria                                                                | 2 – 0                                                                  | Guinea Equatoriale                                                     | Qual. Mondiali 2010                                                    | -                                                                      |                                                                        |
| 11-10-2008                                                             | Abuja                                                                  | Nigeria                                                                | 4 – 1                                                                  | Sierra Leone                                                           | Qual. Mondiali 2010                                                    | -                                                                      | 31’ (aut.)                                                             |
| 11-2-2009                                                              | Londra                                                                 | Nigeria                                                                | 0 – 0                                                                  | Giamaica                                                               | Amichevole                                                             | -                                                                      |                                                                        |
| 20-6-2009                                                              | Radès                                                                  | Tunisia                                                                | 0 – 0                                                                  | Nigeria                                                                | Qual. Mondiali 2010                                                    | -                                                                      |                                                                        |
| 6-9-2009                                                               | Abuja                                                                  | Nigeria                                                                | 2 – 2                                                                  | Tunisia                                                                | Qual. Mondiali 2010                                                    | -                                                                      |                                                                        |
| 11-10-2009                                                             | Abuja                                                                  | Nigeria                                                                | 0 – 0                                                                  | Mozambico                                                              | Qual. Mondiali 2010                                                    | -                                                                      |                                                                        |
| 14-11-2009                                                             | Nairobi                                                                | Kenya                                                                  | 2 – 3                                                                  | Nigeria                                                                | Qual. Mondiali 2010                                                    | -                                                                      |                                                                        |
| 6-1-2010                                                               | Benguela                                                               | Zambia                                                                 | 0 – 0                                                                  | Nigeria                                                                | Amichevole                                                             | -                                                                      | Ingresso                                                               |
| 12-1-2010                                                              | Benguela                                                               | Egitto                                                                 | 3 – 1                                                                  | Nigeria                                                                | Coppa d'Africa 2010 - 1º turno                                         | -                                                                      |                                                                        |
| 16-1-2010                                                              | Benguela                                                               | Nigeria                                                                | 1 – 0                                                                  | Benin                                                                  | Coppa d'Africa 2010 - 1º turno                                         | -                                                                      | 55’                                                                    |
| 25-5-2010                                                              | Wattens                                                                | Nigeria                                                                | 0 – 0                                                                  | Arabia Saudita                                                         | Amichevole                                                             | -                                                                      |                                                                        |
| 6-6-2010                                                               | Johannesburg                                                           | Nigeria                                                                | 3 – 1                                                                  | Corea del Nord                                                         | Amichevole                                                             | -                                                                      |                                                                        |
| 12-6-2010                                                              | Johannesburg                                                           | Argentina                                                              | 1 – 0                                                                  | Nigeria                                                                | Mondiali 2010 - 1º turno                                               | -                                                                      |                                                                        |
| 17-6-2010                                                              | Bloemfontein                                                           | Grecia                                                                 | 2 – 1                                                                  | Nigeria                                                                | Mondiali 2010 - 1º turno                                               | -                                                                      |                                                                        |
| 22-6-2010                                                              | Durban                                                                 | Nigeria                                                                | 2 – 2                                                                  | Corea del Sud                                                          | Mondiali 2010 - 1º turno                                               | -                                                                      | 46’                                                                    |
| 5-9-2010                                                               | Calabar                                                                | Nigeria                                                                | 2 – 0                                                                  | Madagascar                                                             | Qual. Coppa d'Africa 2012                                              | -                                                                      |                                                                        |
| 10-10-2010                                                             | Conakry                                                                | Guinea                                                                 | 1 – 0                                                                  | Nigeria                                                                | Qual. Coppa d'Africa 2012                                              | -                                                                      |                                                                        |
| 9-2-2011                                                               | Lagos                                                                  | Nigeria                                                                | 2 – 1                                                                  | Sierra Leone                                                           | Amichevole                                                             | -                                                                      |                                                                        |
| 27-3-2011                                                              | Abuja                                                                  | Nigeria                                                                | 4 – 0                                                                  | Etiopia                                                                | Qual. Coppa d'Africa 2012                                              | -                                                                      |                                                                        |
| 29-3-2011                                                              | Abuja                                                                  | Nigeria                                                                | 3 – 0                                                                  | Kenya                                                                  | Amichevole                                                             | -                                                                      | 46’                                                                    |
| 1-6-2011                                                               | Abuja                                                                  | Nigeria                                                                | 4 – 1                                                                  | Argentina                                                              | Amichevole                                                             | -                                                                      |                                                                        |
| 5-6-2011                                                               | Addis Abeba                                                            | Etiopia                                                                | 2 – 2                                                                  | Nigeria                                                                | Qual. Coppa d'Africa 2012                                              | 1                                                                      |                                                                        |
| 4-9-2011                                                               | Antananarivo                                                           | Madagascar                                                             | 0 – 2                                                                  | Nigeria                                                                | Qual. Coppa d'Africa 2012                                              | 1                                                                      |                                                                        |
| 6-9-2011                                                               | Dacca                                                                  | Argentina                                                              | 3 – 1                                                                  | Nigeria                                                                | Amichevole                                                             | -                                                                      |                                                                        |
| 8-10-2011                                                              | Abuja                                                                  | Nigeria                                                                | 2 – 2                                                                  | Guinea                                                                 | Qual. Coppa d'Africa 2012                                              | -                                                                      |                                                                        |
| 11-10-2011                                                             | Watford                                                                | Ghana                                                                  | 0 – 0                                                                  | Nigeria                                                                | Amichevole                                                             | -                                                                      |                                                                        |
| 12-11-2011                                                             | Abuja                                                                  | Nigeria                                                                | 0 – 0                                                                  | Botswana                                                               | Amichevole                                                             | -                                                                      |                                                                        |
| 15-11-2011                                                             | Kaduna                                                                 | Nigeria                                                                | 2 – 0                                                                  | Zambia                                                                 | Amichevole                                                             | -                                                                      |                                                                        |
| 29-2-2012                                                              | Kigali                                                                 | Ruanda                                                                 | 0 – 0                                                                  | Nigeria                                                                | Qual. Coppa d'Africa 2013                                              | -                                                                      |                                                                        |
| 8-9-2012                                                               | Monrovia                                                               | Liberia                                                                | 2 – 2                                                                  | Nigeria                                                                | Qual. Coppa d'Africa 2013                                              | -                                                                      | 89’                                                                    |
| 9-1-2013                                                               | Faro                                                                   | Capo Verde                                                             | 0 – 0                                                                  | Nigeria                                                                | Amichevole                                                             | -                                                                      | 34’                                                                    |
| 21-1-2013                                                              | Nelspruit                                                              | Nigeria                                                                | 1 – 1                                                                  | Burkina Faso                                                           | Coppa d'Africa 2013 - 1º turno                                         | -                                                                      |                                                                        |
| 29-1-2013                                                              | Rustenburg                                                             | Etiopia                                                                | 0 – 2                                                                  | Nigeria                                                                | Coppa d'Africa 2013 - 1º turno                                         | -                                                                      | 90+2’                                                                  |
| 3-2-2013                                                               | Rustenburg                                                             | Costa d'Avorio                                                         | 1 – 2                                                                  | Nigeria                                                                | Coppa d'Africa 2013 - Quarti di finale                                 | -                                                                      | 90’                                                                    |
| 6-2-2013                                                               | Durban                                                                 | Mali                                                                   | 1 – 4                                                                  | Nigeria                                                                | Coppa d'Africa 2013 - Semifinale                                       | -                                                                      | 81’                                                                    |
| 10-2-2013                                                              | Johannesburg                                                           | Nigeria                                                                | 1 – 0                                                                  | Burkina Faso                                                           | Coppa d'Africa 2013 - Finale                                           | -                                                                      | 89’                                                                    |
| 28-5-2014                                                              | Londra                                                                 | Nigeria                                                                | 2 – 2                                                                  | Scozia                                                                 | Amichevole                                                             | -                                                                      |                                                                        |
| 3-6-2014                                                               | Chester                                                                | Grecia                                                                 | 0 – 0                                                                  | Nigeria                                                                | Amichevole                                                             | -                                                                      |                                                                        |
| 7-6-2014                                                               | Jacksonville                                                           | Stati Uniti                                                            | 2 – 1                                                                  | Nigeria                                                                | Amichevole                                                             | -                                                                      | 46’                                                                    |
| 16-6-2014                                                              | Curitiba                                                               | Iran                                                                   | 0 – 0                                                                  | Nigeria                                                                | Mondiali 2014 - 1º turno                                               | -                                                                      | 29’                                                                    |
| 21-6-2014                                                              | Cuiabá                                                                 | Nigeria                                                                | 1 – 0                                                                  | Bosnia ed Erzegovina                                                   | Mondiali 2014 - 1º turno                                               | -                                                                      |                                                                        |
| 25-6-2014                                                              | Porto Alegre                                                           | Nigeria                                                                | 2 – 3                                                                  | Argentina                                                              | Mondiali 2014 - 1º turno                                               | -                                                                      |                                                                        |
| 30-6-2014                                                              | Brasilia                                                               | Francia                                                                | 2 – 0                                                                  | Nigeria                                                                | Mondiali 2014 - Ottavi di finale                                       | -                                                                      | 90+1’ (aut.)                                                           |
| Totale                                                                 |                                                                        | Presenze (2º posto)                                                    | 101                                                                    |                                                                        | Reti                                                                   | 7                                                                      |                                                                        |

## Palmarès

### Club

#### Competizioni nazionali
- Campionato turco: 1

Fenerbahçe: 2010-2011
- Coppa di Turchia: 1

Fenerbahçe: 2011-2012

### Nazionale
- Coppa d'Africa: 1

Sudafrica 2013